# Монклова
Монклова (исп. Monclova) — город в Мексике, штат Коауила, входит в состав одноимённого муниципалитета и является его административным центром. Численность населения, по данным переписи 2020 года, составила 237 169 человек.

## Топонимика
Название Monclova дано в честь герцога Монкловского, епископа Гвадалахары, сеньора Сантьяго де Леона Гаравито.

## История
Поселение было основано 12 августа 1689 года губернатором провинции Коауила Алонсо де Леоном как миссия Сантьяго-де-ла-Монклова для евангелизации местного населения. В том же году он решает сделать её своей резиденцией.
В 1700 году в Монклове создаётся пресидио для охраны от набегов индейцев, и как форпост для отправки военных и христианских миссий в северные земли.
Сантьяго-де-ла-Монклова, как столица провинции Коауила, религиозно зависел от епископства Гвадалахары, а политически от аудиенсии Гвадалахары.
24 мая 1811 года Монклове было присвоено звание города.
После обретения Мексикой независимости в 1821 году столицей Коауилы оставалась Монклова, пока 7 мая 1824 года был принят указ Конгресса о создании штата Коауила-и-Техас со столицей в городе Сальтильо.
25 сентября 1828 года столица нового штата переезжает в Монклову, но в следующем году возвращается в Сальтильо.
9 марта 1833 года Монклова вновь подтверждена столицей штата Коауила, но после разделения штата в 1836 году на Техас и Коауилу, столицей Коауилы окончательно становится Сальтильо.
20 апреля 1884 года было запущено железнодорожное сообщение между Монкловой и Пьедрас-Неграсом.
10 июля 1913 года во время Мексиканской революции в сражении при Монклове федеральные войска разбили силы конституционалистов Венустиано Каррансы и заняли город.

## Города-побратимы
- Ларедо, Техас, США[5].